# Нью-Йоркский ботанический сад
Нью-Йоркский ботанический сад (англ. The New York Botanical Garden) — ботанический сад в боро Бронкс города Нью-Йорк площадью 101 га, насчитывающий около миллиона охраняемых растений.
В конце XIX века члены Ботанического общества Торри супруги Натаниэль Лорд и Элизабет Гертруда Бриттоны провели кампанию за создание в США крупного ботанического сада. 28 апреля 1891 года по решению легислатуры штата Нью-Йорк такой ботанический сад был создан в северной части Бронксского парка. На этой территории прежде располагалось поместье крупных табакопромышленников Лориллардов. Некоторые строения находятся в парке и поныне; среди них — построенная в 1840 году каменная табачная мельница.
В число проектировщиков ботанического сада входил Калверт Вокс. В число попечителей ботанического сада входили Корнелиус Вандербильт, Эндрю Карнеги и Джон Морган. Первым его директором в 1896 году стал Натаниэль Бриттон. Он организовал научно-исследовательскую работу в области систематической ботаники и таксономии, объединил библиотеки Торри и Хосака и в 1900 году положил начало циклу публичных лекций.
В 1902 году в ботанический сад были завезены тропические и хозяйственно-ценные растения. Они были размещены в оранжерее, выстроенной компанией Lord & Burnham по образцу королевских ботанических садов Кью. В 1916 году был открыт розарий, спроектированный архитектором по ландшафту Беатрис Фарранд. В 1932 году сотрудник ботанического сада Томас Эверетт открыл при нём школу для садовников, а спустя два года создал альпинарий. В 1981 году при ботаническом саде были основаны Институт прикладной ботаники и Институт исследования экосистем. В мае 2006 года была открыта лаборатория исследования растений Pfizer стоимостью 23 млн $ и площадью 2601 м². Она была спроектирована архитектурным бюро Polshek Partnership.

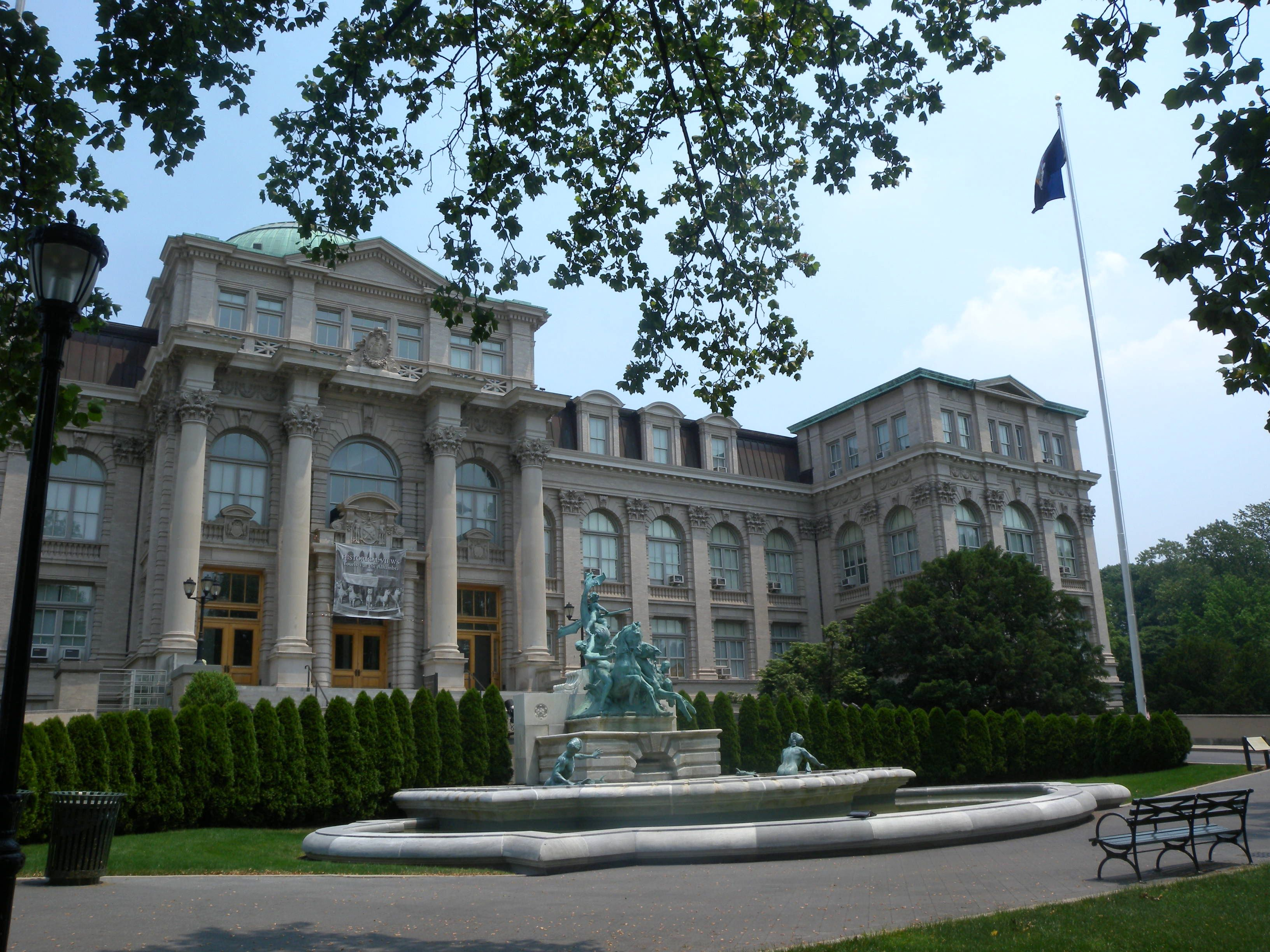
Основной корпус
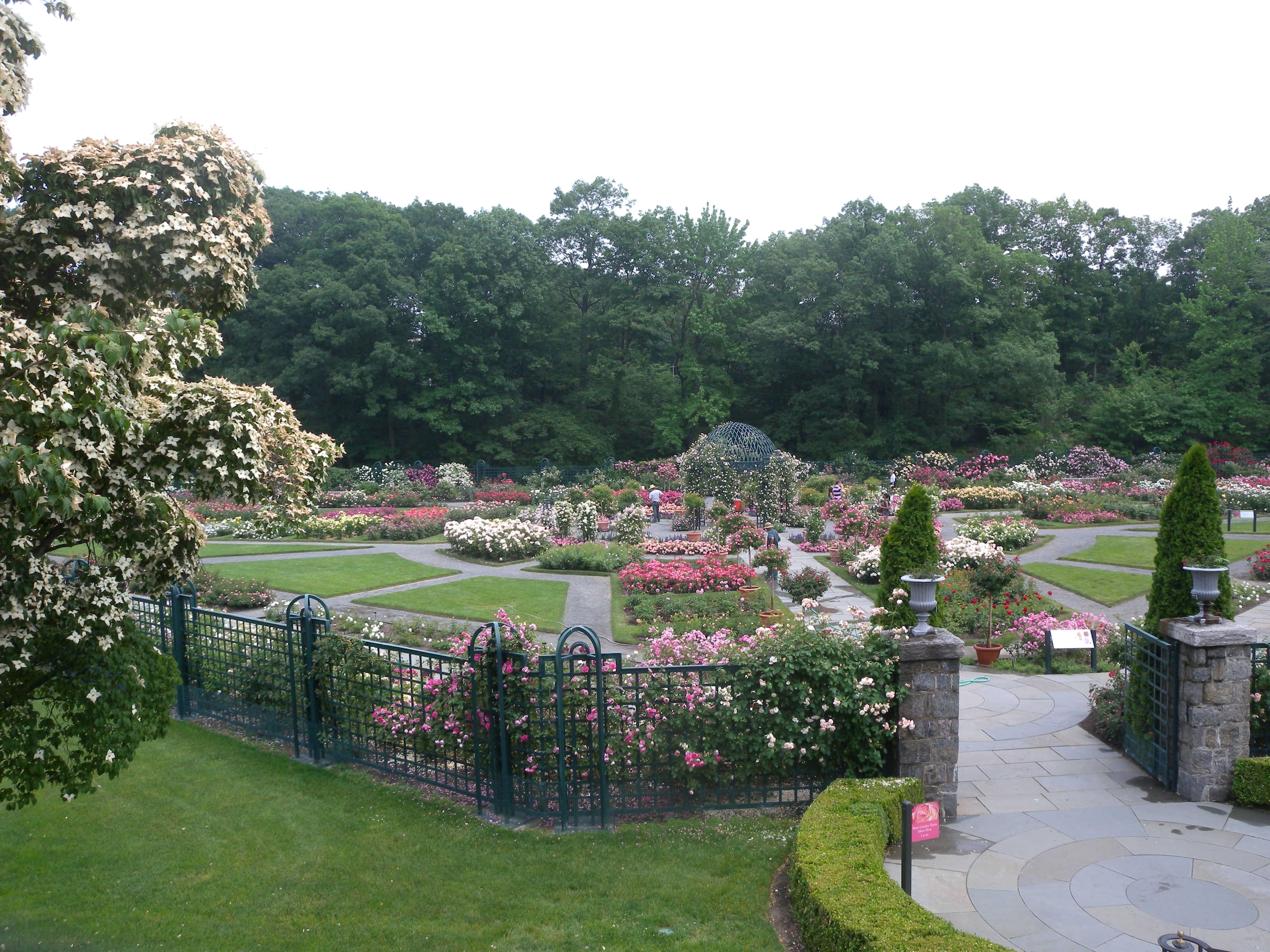
Розарий
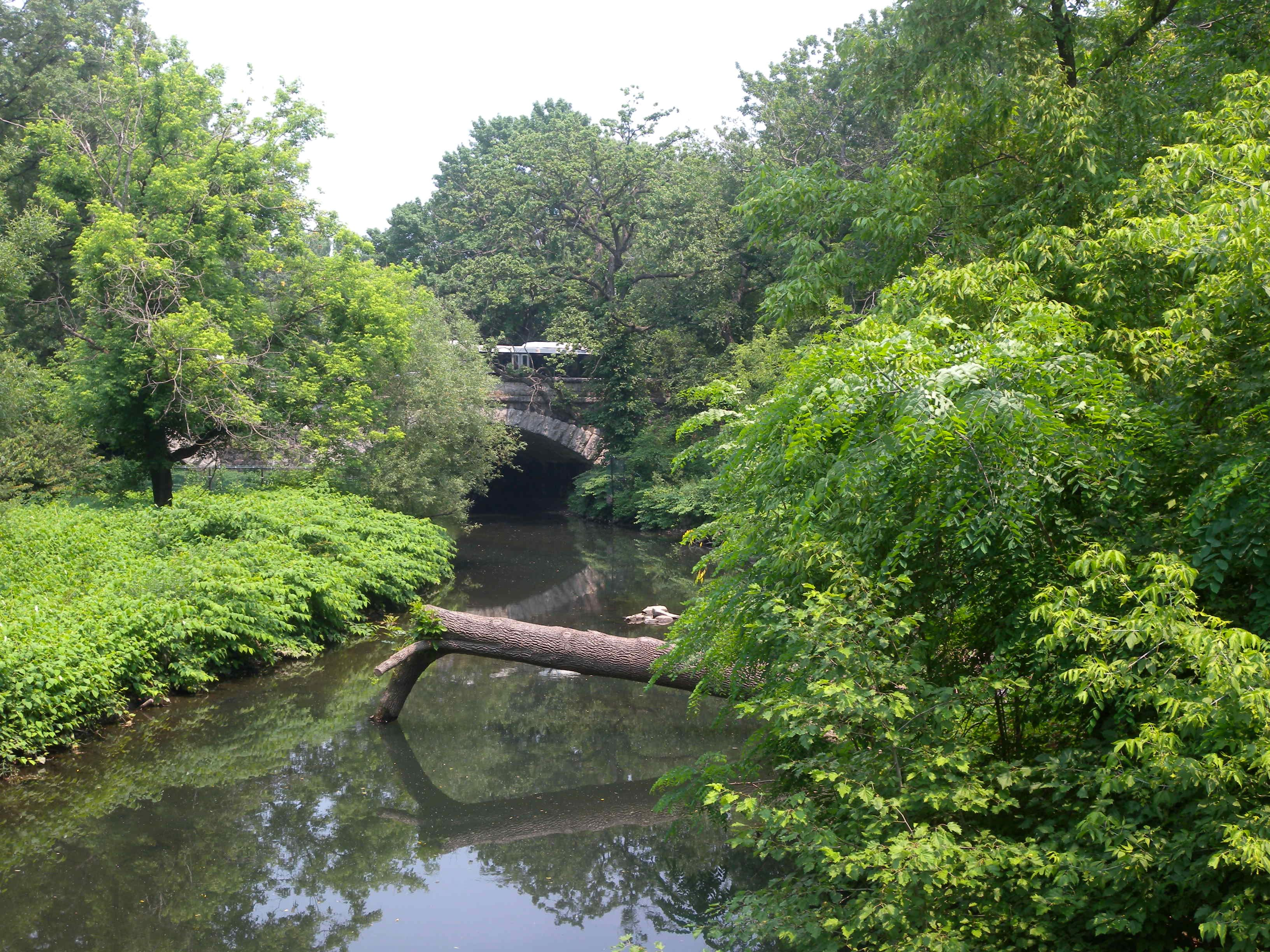
Река Бронкс, протекающая через ботанический сад